# Flughafen Bechar

i7
i11
i13
Der Flughafen Bechar „Boudghene Ben Ali Lotfi“ ist ein Flughafen nordwestlich der Stadt Bechar in Algerien. Er ist nach dem Revolutionskämpfer Benali Boudghène bekannt, der während des Algerienkriegs hier im Kampf gegen französische Truppen gefallen ist.
Die zivile Nutzung beschränkt sich auf Inlandsflüge in die Hauptstadt Algier und andere algerische Städte. Daneben wird der Flughafen auch militärisch genutzt, er ist Standort des 3. Luftverteidigungsgeschwaders mit Kampfflugzeugen MiG-29.